# Franc Jakovljevič Lefort
Franc Jakovljevič Lefort (rusko Франц Я́ковлевич Лефо́рт), ruski državnik, vojaški in mornariški častnik, * 2. januar 1656, Ženeva, † 12. marec 1699, Moskva, Rusko carstvo.
Bil je en najbližjih sodelavcev Petra Velikega, general in admiral.

## Življenjepis
Rojen je bil v Ženevi v trgovski družini hugenotskega izvora. Julija 1678 je vstopil v rusko vojaško službo in se boril v rusko-turški vojni (1676–1681). Deloval je pod poveljstvom Vasilija Vasiljeviča Golicina in Patricka Gordona. Njegova hiša v Moskvi je postala lokalna znamenitost in tudi Peter Veliki je postal redni obiskovalec.
Lefort je vodil Rusko imperialno mornarico med azovskimi bitkami (1695–1696). Leta 1696 je skupaj s Fjodorjem Aleksejevičem Golovinom vodil Veliko veleposlaništvo Petra Velikega. Franc Jakovljevič Lefort je umrl v Moskvi na začetku marca 1699. Ko je car Peter izvedel za njegovo smrt, ga je objokoval: "Zdaj sem sam brez enega zaupnika. Samo on mi je bil zvest. Komu lahko zaupam zdaj?".
Po Lefortu je bila poimenovana ruska linijska ladja Lefort s 84 topovi in mestna četrt Lefortovo v Moskvi.